# Каныш Сатпаев (Павлодарская область)
Каныш Сатпаев (каз. Қаныш Сәтбаев / Qanyş Sätbaev, до 2018 г. — Караащи) — село в Баянаульском районе Павлодарской области Казахстана. Село является административным центром Сатпаевского сельского округа. Расположено в 87 км к юго-западу от Баянаула и в 320 км к юго-западу от Павлодара. Код КАТО — 553657100.

## История
Село основано в урочище Караащи (в переводе с казахского — «чёрная солончаковая грязь»). Недалеко от села, в урочище Айрык родился в 1899 году родился геолог, академик Каныш Сатпаев. В центре села установлен бюст Каныша Сатпаева.
Село Караащи было центральной усадьбой бывшего овцеводческого совхоза имени Сатпаева, образованного в 1957 году на базе колхозов имени Ленина, «20 лет Казахской ССР» и «Жанажол». До 1964 года совхоз назывался «Шадринский».

## Население
В 1985 году в селе жили 934 человека, в 1999 году население села составляло 931 человек (475 мужчин и 456 женщин). По данным переписи 2009 года, в селе проживало 589 человек (285 мужчин и 304 женщины).